# ゲストハウス tarocafe inn

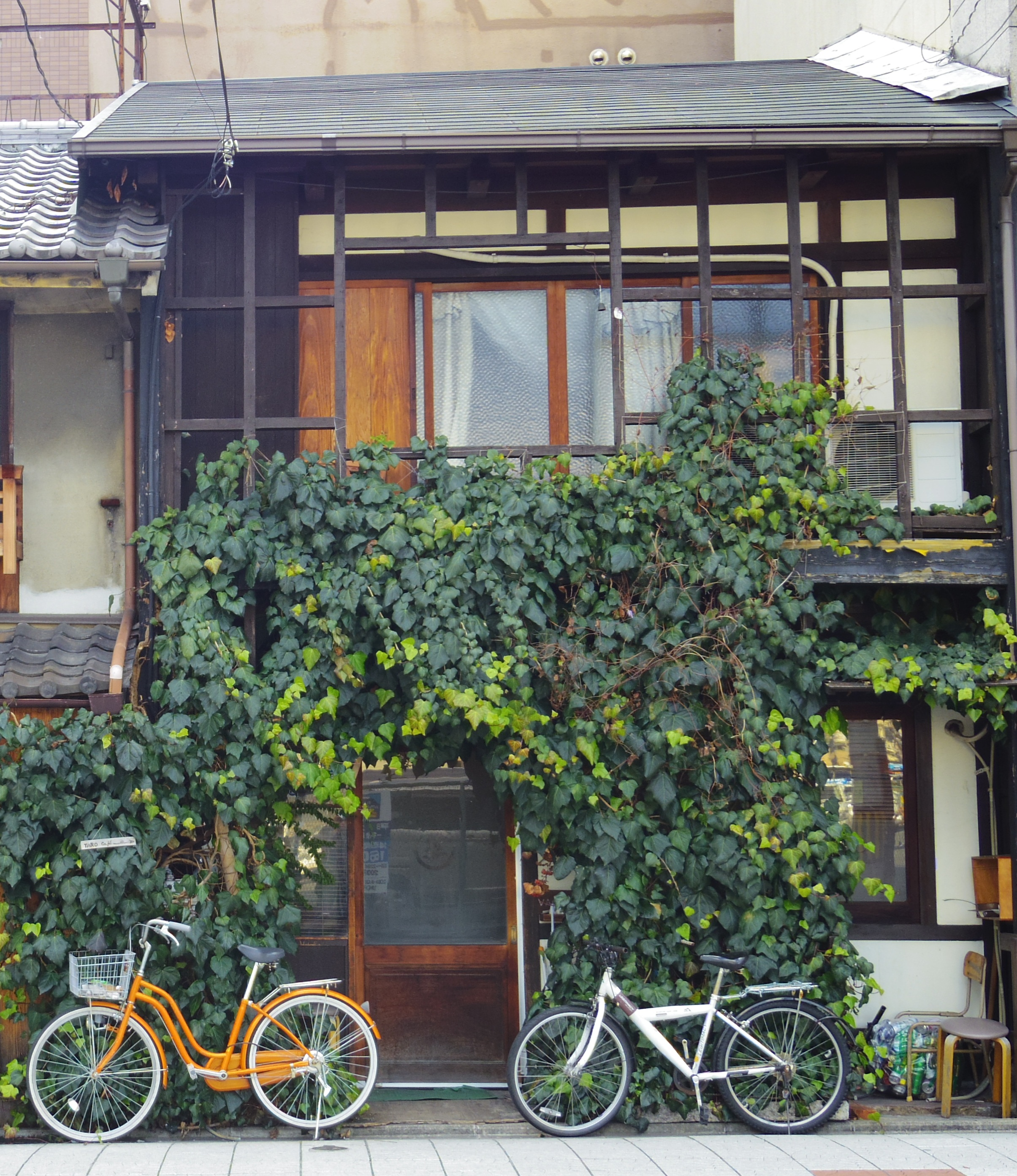
tarocafe inn

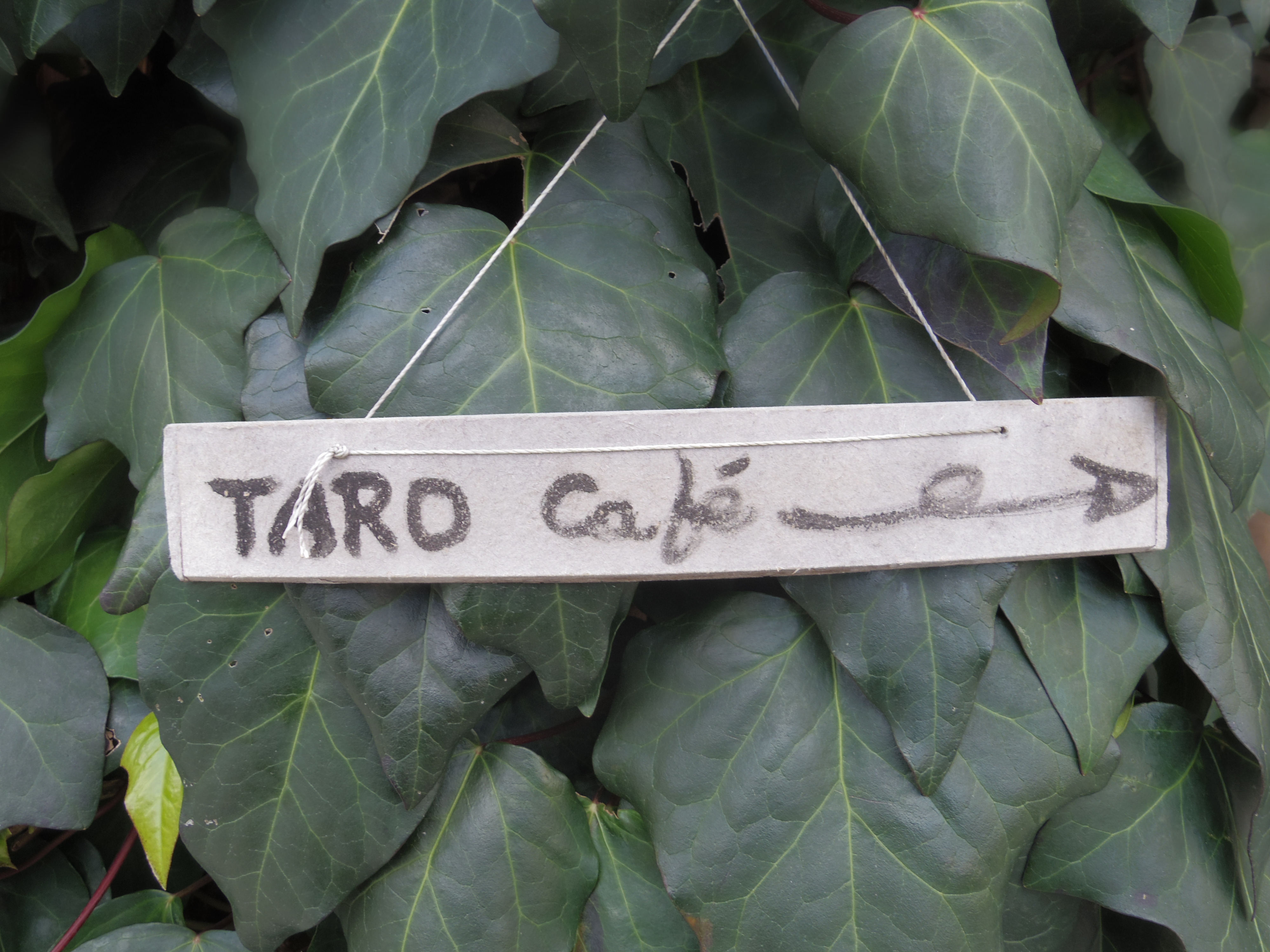
title

ゲストハウス tarocafe inn（タロカフェ イン）は、京都府京都市下京区に存在したゲストハウス。閉店後は居酒屋「七笑」になっている。京都駅から徒歩5分内に位置する。

## 概要
2004年に開業した京都駅付近の町屋を改装したゲストハウス。開業当時はゲストハウスがまだ浸透していなかったことから、京都のゲストハウスの老舗だった。また、定員が十数名と京都で最も小さい宿の一つでもあった。主に20代から30代の若者に多く利用された。男女別のドミトリー（相部屋）を備えたバックパッカー向けの簡易宿泊施設だった。
2020年10月に居酒屋「七笑」へと変身。オーナーに変更なし。

## ギャラリー

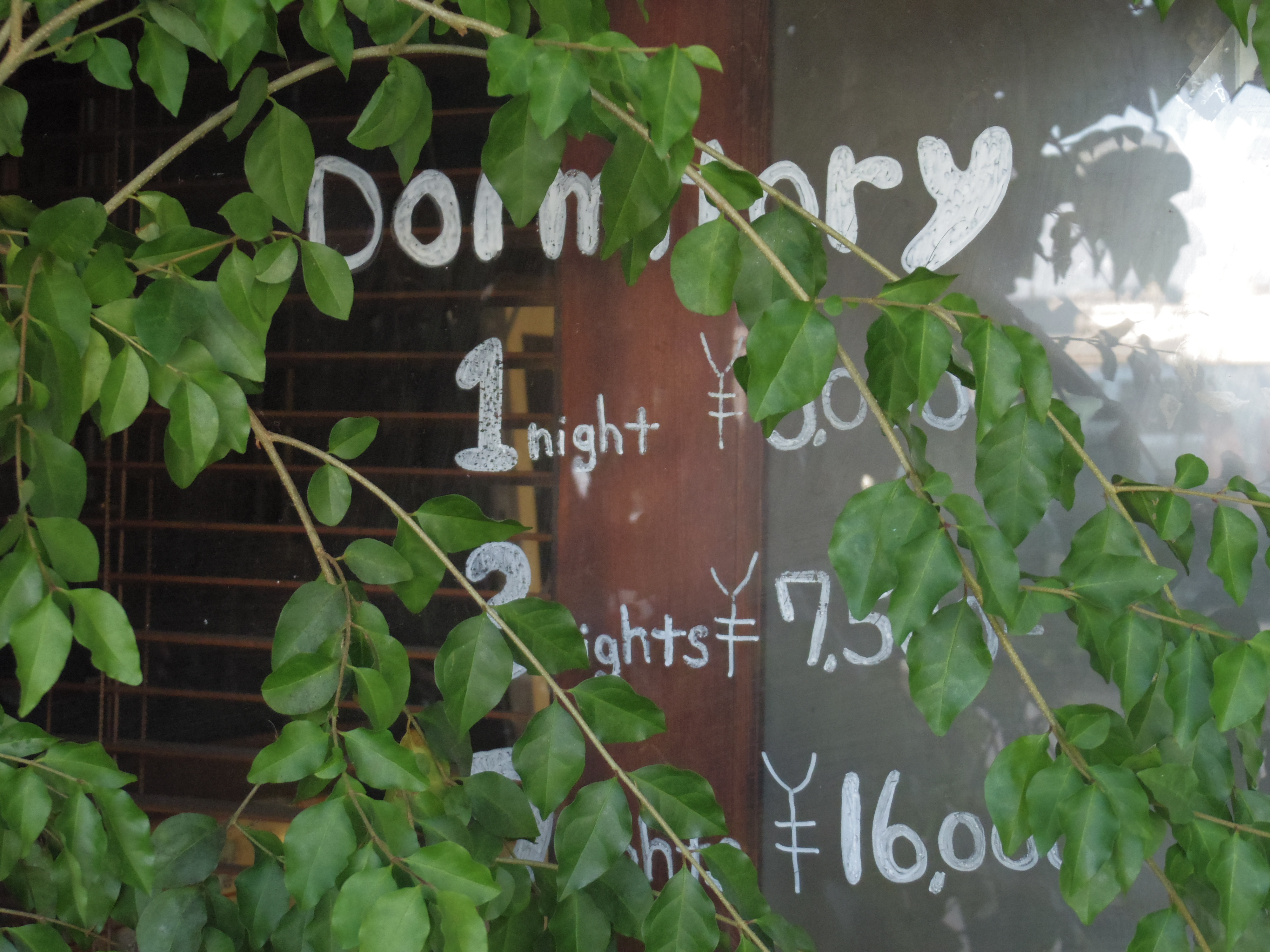
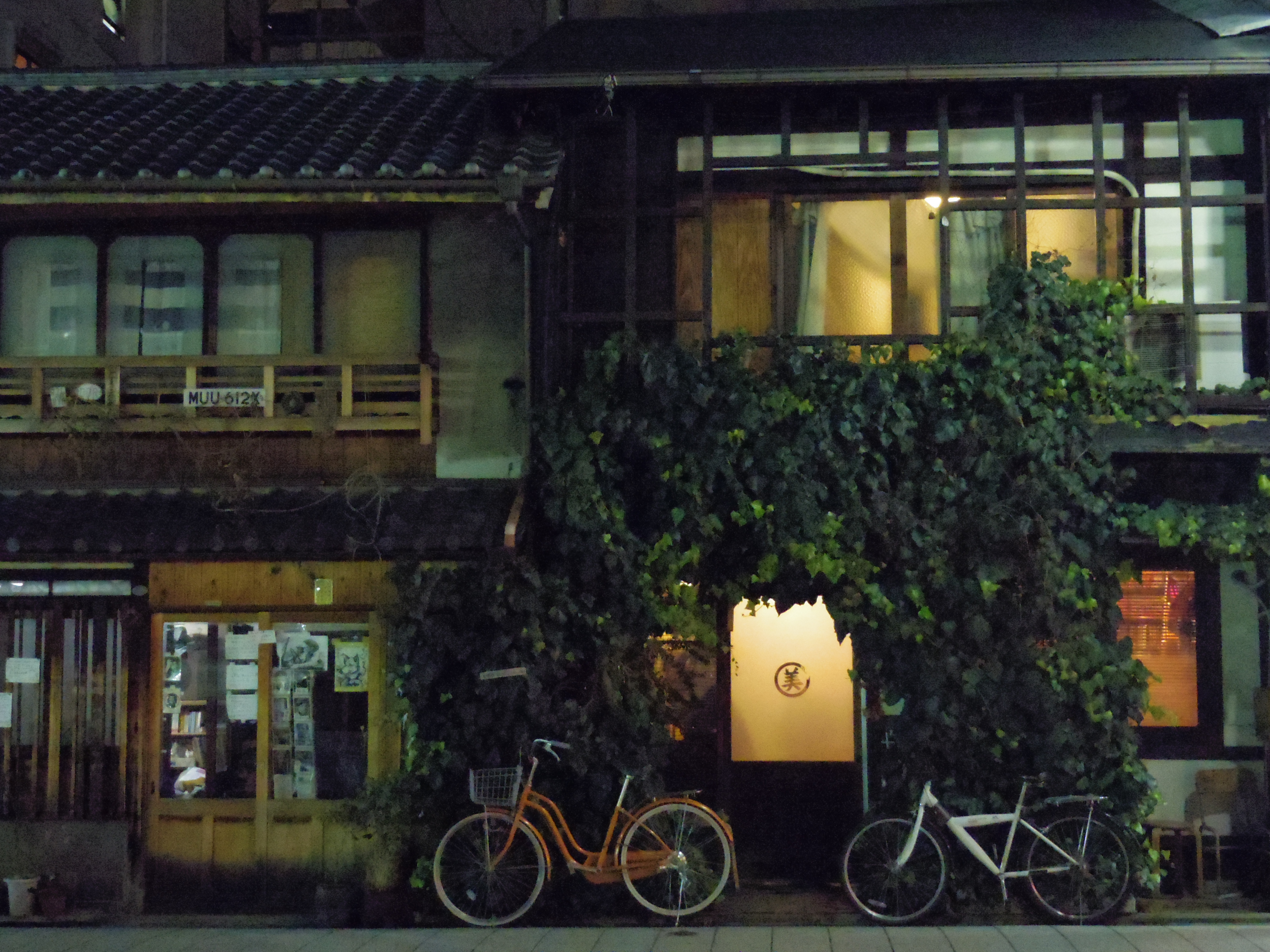
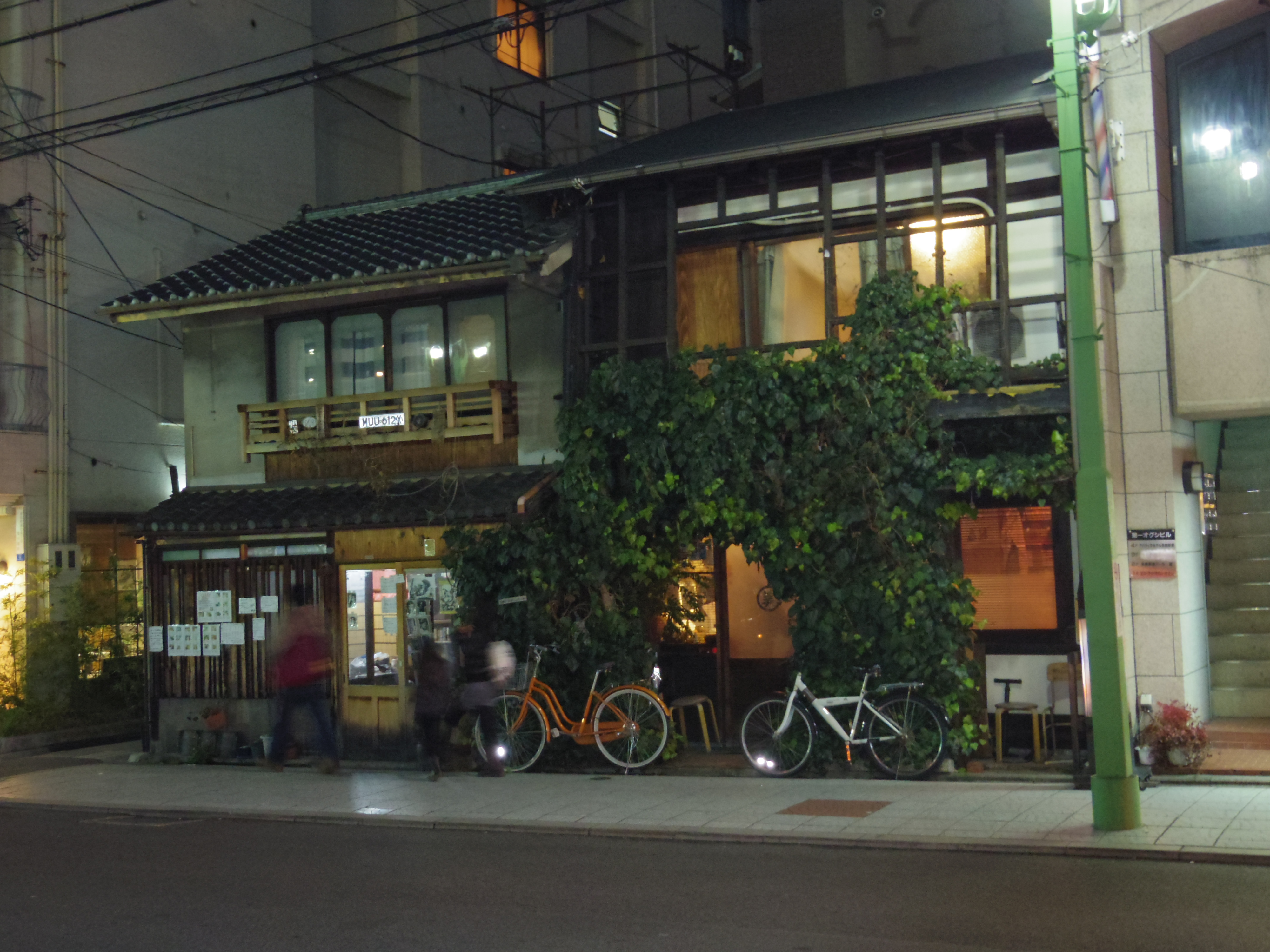
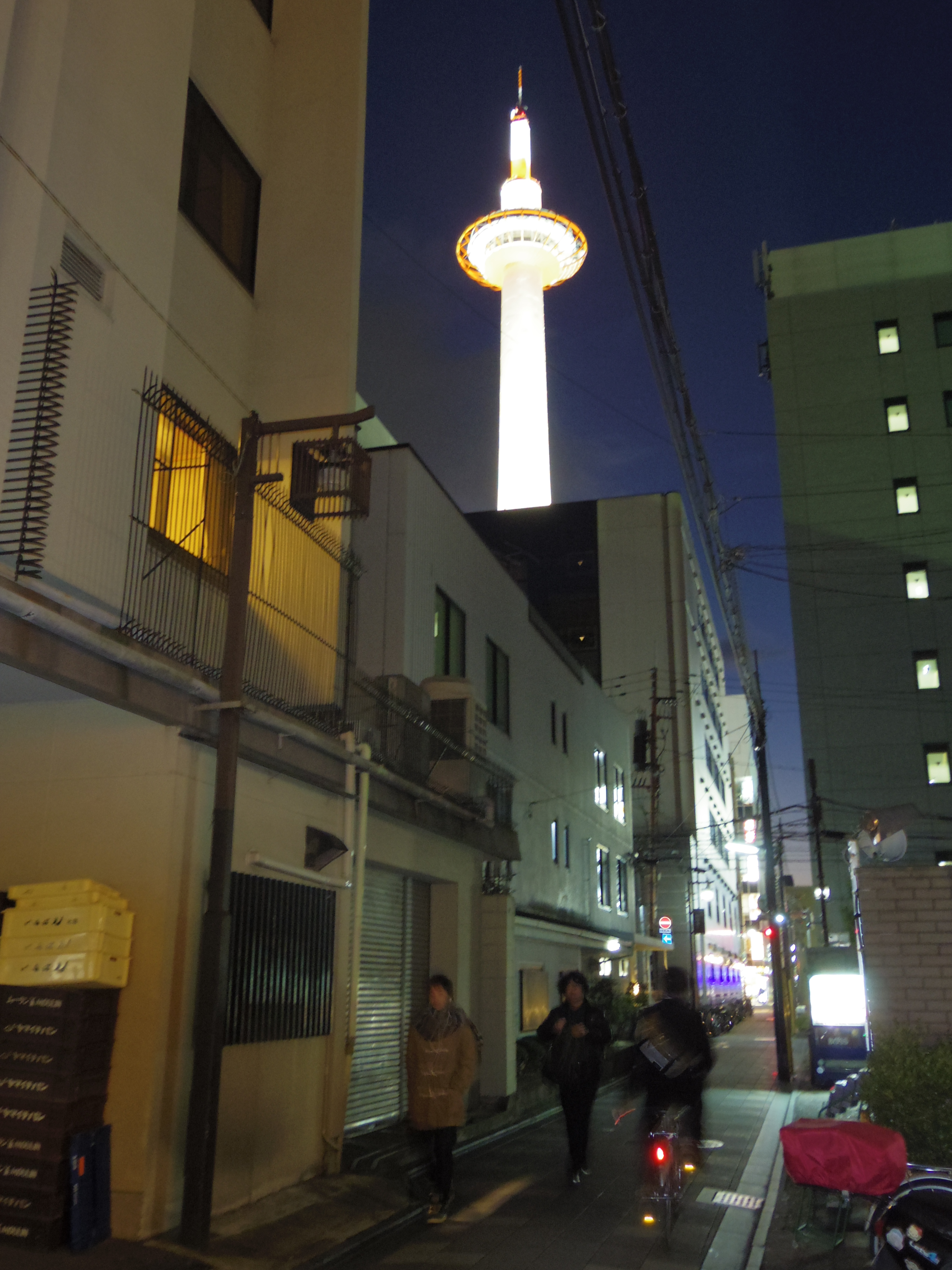